# استیو باینز
استیو باینز (انگلیسی: Steve Baines؛ زادهٔ ۲۳ ژوئن ۱۹۵۴) بازیکن فوتبال اهل بریتانیا است.
از باشگاه‌هایی که در آن بازی کرده‌است می‌توان به باشگاه فوتبال ناتینگهام فارست، باشگاه فوتبال چسترفیلد، باشگاه فوتبال بری، باشگاه فوتبال اسکانتورپ یونایتد، باشگاه فوتبال هادرزفیلد تاون، باشگاه فوتبال والسال، و باشگاه فوتبال برادفورد سیتی اشاره کرد.